# Wilga (West-Australië)
Wilga is een plaats in de regio South West in West-Australië. Het ontstond in het begin van de 20e eeuw aan een voor de bosbouw aangelegd nevenspoor.

## Geschiedenis
Ten tijde van de Europese kolonisatie leefden de Bibbulmun in de streek. Augustus Charles Gregory was rond 1845 een van de eerste Europeanen die de streek verkende. In 1854 vestigde Commodore Scott zich aan de waterloop 'Scotts Brook'. Hij bouwde er de hofstede Norlup.
In 1909 opende de spoorweg tussen Donnybrook en Boyup Brook. Voor de langs de spoorweg actieve 'Adelaide Timber Company' werd een nevenspoor ((en) 'siding') aangelegd dat Wilga werd genoemd. De overheid voorzag een dorpslocatie aan het nevenspoor. In 1915 werd Wilga er officieel gesticht. De naam is Aborigines van oorsprong en zou zijn afgeleid van de naam voor een in 1894 voor het eerst op een landkaart opgetekende nabijgelegen waterbron, de 'Wilgee Spring'. Wilgee is de aboriginesnaam voor het rode oker of pigment dat tijdens ceremonies wordt gebruikt.
In 1927 werd in Wilga een school geopend. De school was actief tot 1954 waarna het gebouw een kerk werd, de 'Wilga Uniting Church'.
Op 29 april 2005 vernietigde een brand de dorpswinkel en het oorspronkelijke kantoor van de historische houtzaagmolen.

## Beschrijving
Wilga maakt deel uit van het lokale bestuursgebied (LGA) Shire of Boyup Brook, waarvan Boyup Brook de hoofdplaats is.
In 2021 telde Wilga 71 inwoners.

## Ligging
Wilga ligt 250 kilometer ten zuidzuidoosten van de West-Australische hoofdstad Perth, 55 kilometer ten zuidoosten van het aan de South Western Highway gelegen Donnybrook en iets meer dan 20 kilometer ten noordwesten van Boyup Brook.
De spoorweg die tot Wilga loopt maakt deel uit van het goederenspoorwegnetwerk van Arc Infrastructure maar is niet meer in gebruik.

## Klimaat
Wilga kent een gematigd mediterraan klimaat, CSb volgens de klimaatclassificatie van Köppen. De gemiddelde jaarlijkse temperatuur bedraagt er 15,3 °C en de gemiddelde jaarlijkse neerslag ongeveer 500 mm.